# Георги Трайков
Вижте пояснителната страница за други личности с името Георги Трайков.
Георги Трайков Гировски е български политик, лидер на Българския земеделски народен съюз, министър на земеделието (1946 – 1950) и председател на Президиума на Народното събрание (1964 – 1971) и съответно държавен глава на България от 23 април 1964 година до 6 юли 1971 година.
Георги Трайков е народен представител в XXVI обикновено народно събрание (1945 – 1946), VI велико народно събрание (1946 – 1949) и I (1950 – 1953), II (1954 – 1957), III (1958 – 1961), IV (1962 – 1965), V (1966 – 1971) и VI народно събрание (1971 – 1975).
Използва псевдонима Флориан.

## Биография
Георги Трайков е роден на 8 април 1898 година в село Върбени (днес Итеа), Леринско, но малко по-късно семейството му се премества във Варна. Брат е на революционера Петър Трайков. Става член на БЗНС през 1919 година, един от основателите на Земеделския младежки съюз през 1922 година. До 3 септември 1922 година е член на Жилищната комисия, но се завръща във Варна като редактор на местния вестник „Земледелски глас“. Участва в обединителния конгрес на Македонската федеративна организация и Съюза на македонските емигрантски организации от януари 1923 година.
През 1923 година взема участие в Септемврийското въстание във Варненско, за което е осъден, но през 1924 година е амнистиран. През следващите години е редактор на вестник „Младежко земеделско знаме“. До Деветнадесетомайския преврат от 1934 година работи като съюзен деец във Варна, а идейно се сближава с комунистите.
Привърженик на лявото крило на БЗНС, през 1943 година Георги Трайков оглавява областния комитет на Отечествения фронт във Варна, а след Деветосептемврийския преврат през 1944 година става областен директор. През 1945 година е включен в централното ръководство на проправителственото крило на БЗНС, а през 1947 година става негов лидер. През октомври 1948 година предлага БЗНС да „приеме марксистко-ленинската идеология и след време да се слее с БКП“, но тази идея е отхвърлена от Георги Димитров като „утопична и вредна“, понеже едно сателитно БЗНС е нужно за прокламираната от него идея за народна демокрация. Вместо това той поставя за задача очистването на организацията от „реакционни и антикомунистически елементи“.
Георги Трайков е министър на земеделието (1946 – 1950) и вицепремиер (1947 – 1949) в правителството на Георги Димитров, вицепремиер (1950 – 1956) в кабинетите на Васил Коларов и Вълко Червенков и първи вицепремиер (1956 – 1964) при Антон Югов и Тодор Живков. След това оглавява Президиума на Народното събрание (1964 – 1971), колективния държавен глава на страната. След приемането на новата конституция е първи заместник-председател на Държавния съвет на НРБ (1971 – 1974).
През 1962 година получава Ленинска награда за мир от съветското правителство. На следващата година е удостоен със званието „Герой на социалистическия труд“, а през 1968 година и с „Герой на Народна република България“.
На 27 декември 1974 година на негово място за Секретар на БЗНС и Първи заместник-председател на Държавния съвет на НРБ е избран Петър Танчев, дотогава секретар на Постоянното присъствие на БЗНС, отговарящ за организационната политика и като такъв втория човек в йерархията на БЗНС, след Георги Трайков и първи заместник-председател на Министерския съвет.
Георги Трайков умира на 14 януари 1975 година.
Негови синове са политикът Хараламби Трайков, Евгени Трайков – търговски представител и генерален директор на „Химимпорт“ и журналистът Боян Трайков.